# 睡魔 (電視劇)
《睡魔》（英語：The Sandman）是一部美國劇情類型的網路劇集，改編自DC漫畫出版、尼爾·蓋曼創作的同名漫畫系列。劇集由艾倫·海恩柏格開創，華納兄弟電視公司開發製作。

2022年8月5日在Netflix首播，共十集。同年同月19日，釋出第十一集。2022 年 11 月，該劇續訂第二季。2025年7月3日第二季釋出第一輯，7月24日釋出第二輯，並計劃於7月31日播出一集。第二季為該劇的最終季。

## 劇情
1916年，無盡使者之夢在清醒世界時，被想將在戰爭死去的兒子復活的魔格士意外下咒囚禁，奪去了三項法器。經過了106年，他終於逃脫重回自由之身，踏上尋回法器的旅程，並試圖修復分崩離析的夢境。

## 角色

### 主要角色
| 演員                          | 角色                                          | 備註 |
| ----------------------------- | --------------------------------------------- | --- |
| 湯姆·史特瑞吉 Tom Sturridge   | 夢/睡魔/摩耳甫斯 Dream/ the Sandman/ Morpheus | 夢與惡夢的化身，無盡使者之一，也是夢境的領主。                                                                                                 |
| 波伊德·霍布魯克 Boyd Holbrook | 柯林斯 Corinthian                             | 逃脫的三大阿爾克Arcana之一，惡夢之一，一心想要除掉夢成為自由之身。在夢被囚禁期間，在清醒世界以當連環殺手為樂，其特徵為完美的挖除受害者的眼球。 |
| 薇薇安·阿奇安龐               | 露西安 Lucienne                               | 夢境的圖書館員，在夢被囚禁的期間代替夢管理夢境。                                                                                               |
| 巴頓·奧斯華 Patton Oswalt     | 渡鴉馬修 Matthew the Raven                    | 夢的現任渡鴉，可穿梭於清醒世界和夢境。 |

### 常設角色
- 關朵琳·克莉絲蒂
- 艾辛·查德瑞（英语：Asim Chaudhry）
- 桑吉夫·巴哈斯卡（英语：Sanjeev Bhaskar）
- 查爾斯·丹斯
- 珂比·霍爾巴普提斯特（英语：Kirby Howell-Baptiste）
- 梅森·亞歷山大·帕克（英语：Mason Alexander Park）
- 唐娜·普雷斯頓（英语：Donna Preston）
- 珍娜·科爾曼
- 妮亞·沃爾什（英语：Niamh Walsh）
- 裘莉·理察森（英语：Joely Richardson）
- 大衛·休里斯

## 集數

### 第一季（2022）
| 集數 | 標題              | 導演                     | 編劇                                  | 上線日期      |
| ---- | ----------------- | ------------------------ | ------------------------------------- | ------------- |
| 1    | 高枕無憂          | 麥克·巴克                | 尼爾·蓋曼、大衛·S·高耶、艾倫·海恩柏格 | 2022年8月5日  |
| 2    | 不完美的主人      | 傑米·柴爾斯              | 艾倫·海恩柏格                         | 2022年8月5日  |
| 3    | 夢中相會          | 傑米·柴爾斯              | 吉姆·肯波隆格                         | 2022年8月5日  |
| 4    | 地獄裡的希望      | 傑米·柴爾斯              | 奧斯汀·古斯曼                         | 2022年8月5日  |
| 5    | 24小時全年無休    | 傑米·柴爾斯              | 艾米妮·羅薩                           | 2022年8月5日  |
| 6    | 她羽翼的聲響      | 梅爾西·阿爾馬斯          | 勞倫·比羅                             | 2022年8月5日  |
| 7    | 娃娃屋            | 安德烈斯·貝斯            | 海瑟·比爾森                           | 2022年8月5日  |
| 8    | 扮家家酒          | 安德烈斯·貝斯            | 亞歷山大·紐曼-外斯                    | 2022年8月5日  |
| 9    | 收藏家            | 柯蘿莉·法吉特            | 凡妮莎·詹姆斯·班頓                    | 2022年8月5日  |
| 10   | 失落之心          | 路易絲·霍伯              | 傑·富蘭克林                           | 2022年8月5日  |
| 11   | 千貓之夢 卡利奧佩 | 希斯科·胡爾辛路易絲·霍伯 | 凱瑟琳·史密斯-麥克穆倫                | 2022年8月19日 |

### 第二季（2025）
| 第一輯 |                      |             |                          |               |
| 1      | 迷霧季節             | 傑米·柴尔斯 | 艾伦·海恩柏格            | 2025年7月3日  |
| 2      | 地獄之主             | 傑米·柴爾斯 | 阿梅妮·羅莎              | 2025年7月3日  |
| 3      | 群魔亂舞             | 傑米·柴爾斯 | 亞歷山大·懷斯            | 2025年7月3日  |
| 4      | 短暫人生             | 傑米·柴爾斯 | 奧斯汀·古斯曼            | 2025年7月3日  |
| 5      | 俄爾普斯之歌         | 傑米·柴爾斯 | 沙迪·佩托斯基            | 2025年7月3日  |
| 6      | 家族血脈             | 傑米·柴爾斯 | 吉姆·坎波隆戈            | 2025年7月3日  |
| 第二輯 |                      |             |                          |               |
| 7      | 時與夜               | 傑米·柴爾斯 | 凡妮莎·本頓              | 2025年7月24日 |
| 8      | 火之燃料             | 傑米·柴爾斯 | 傑伊·富蘭克林            | 2025年7月24日 |
| 9      | 仁慈者               | 傑米·柴爾斯 | 葛雷格·戈茲              | 2025年7月24日 |
| 10     | 夢王長存             | 傑米·柴爾斯 | 瑪麗娜·馬倫斯            | 2025年7月24日 |
| 11     | 優雅落幕             | 傑米·柴爾斯 | 艾伦·海恩柏格            | 2025年7月24日 |
| 特別篇 |                      |             |                          |               |
| 12     | 死亡：活著的高昂代價 | 傑米·柴爾斯 | 尼爾·蓋曼、艾伦·海恩柏格 | 2025年7月31日 |

## 製作

### 開發
2019年6月30日，Netflix宣佈基於尼爾·蓋曼創作的睡魔漫畫開發電視劇，並給予整季預訂，第一季共11集。劇集由艾倫·海恩柏格開創，他與尼爾·蓋曼以及大衛·高耶擔當執行監製。2020年7月，尼爾·蓋曼透露故事的時間背景設定在2021年。

### 選角
2020年9月30日，湯姆·史特瑞吉與Netflix進入最後的商談階段，有望出演男主角夢，他與湯姆·約克以及柯林·摩根等演員在數月前完成該角色的試鏡。10月1日，報道稱連恩·漢斯沃有望出演柯林斯。2021年1月28日，據報導主要角色演員名單已出爐：湯姆·史特瑞吉確定飾演主角夢；關朵琳·克莉絲蒂飾演路西法；波伊德·霍布魯克飾演科林斯；薇薇安·阿奇安龐飾演路西安；艾辛·查德瑞飾演亞伯 ，桑吉夫·巴哈斯卡則飾演該隱；查爾斯·丹斯飾演羅德瑞克·伯吉斯。
2021年5月26日，蓋曼宣布將由珂比·霍爾巴普提斯特飾演夢的姊姊死亡，梅森·亞歷山大·帕克飾演夢的妹妹慾望；唐娜·普雷斯頓飾演慾望的雙胞胎妹妹絕望；珍娜·科爾曼飾演神秘冒險學家喬漢娜·康斯坦丁，她同時也是約翰·康斯坦丁的曾曾曾祖母；妮亞·沃爾什和裘莉·理察森分別飾演1920-30年代和現代的埃塞爾·克里普斯；大衛·休里斯飾演埃塞爾的兒子約翰·迪伊。第二條故事線「玩偶之家」（The Doll's House）的演員則由Kyo Ra擔任蘿絲·沃克，一個尋找弟弟下落的年輕女子；蕾贊·賈瑪爾 擔任蘿絲的朋友麗塔·霍爾；珊卓·詹姆斯楊 (Sandra James-Young)擔任莤妮蒂·金凱德； 史蒂芬·佛萊擔任吉爾伯特 (Gilbert)；巴頓·奧斯華擔任渡鴉馬修。
2024年5月，阿德里安·萊斯特、埃斯梅·克裡德-邁爾斯和巴里·斯隆確認將在該劇第二季中分別扮演命運、谵妄和毀滅的角色。2024年7月,魯埃里·奧康納、弗雷迪·霍士、庫爾特·拉塞爾、勞倫斯·奧立佛、安·斯凱利、道格拉斯·布斯、傑克·格利森、英迪亞·摩爾、史提夫·庫根確認將在第二季中分別飾演俄耳甫斯、洛基、奧丁、雷神、努阿拉、克魯拉坎、派克、旺達和巴拿巴。

### 拍攝
製作組原計劃於2020年5月開機拍攝，因應2019冠狀病毒病疫情而延期。2020年9月28日，尼爾·蓋曼在個人Twitter透露將在3個星期內開機拍攝。10月18日，尼爾·蓋曼宣佈製作組已於週四開機拍攝，並表示隨後會宣佈選角名單。
第二季的拍攝於 2023年6月23日在謝珀頓工作室開始，隨後因2023年美國編劇協會大罷工而於7月暫停。2023年11月30日，尼爾·蓋曼確認已恢復拍攝。第二季的拍攝已於2024年8月結束。

### 上映
2022年6月6日，於Netflix Geeked Week 2022 時宣布，本劇將於2022年8月5日上線。 同年8月19日，釋出第十一集〈千貓之夢/卡利奧佩〉，前半部分〈千貓之夢〉為動畫，由吳珊卓、詹姆斯·麥艾維、尼爾·蓋曼本人、大衛·田納特等人配音。後半部分〈卡利奧佩〉為真人演出，由曾出現在《刺客教條：奧德賽》的梅莉珊蒂·麥胡特飾演卡利奧佩。

## 資料來源
1. ↑  李寶怡. . UHK 港生活. 2025-07-28  [2025-07-30]. （原始内容存档于2025-07-30） （中文（香港））.
2. ↑  Goldberg, Lesley. . The Hollywood Reporter. 2019-06-30  [2019-07-01]. （原始内容存档于2020-11-21） （美国英语）.
3. ↑  Ramos, Dino-Ray. . Deadline Hollywood. 2019-07-01  [2019-07-01]. （原始内容存档于2019-07-01） （美国英语）.
4. ↑  Cavanaugh, Patrick. . ComicBook.com. 2019-07-01  [2019-07-01]. （原始内容存档于2019-07-01） （美国英语）.
5. 1 2  McCreesh, Louise; Earp, Catherine. . Digital Spy. 2020-07-19  [2020-07-21]. （原始内容存档于2020-07-21） （美国英语）.
6. ↑  Sneider, Jeff. . Collider. 2020-09-30  [2020-10-19]. （原始内容存档于2020-11-18） （美国英语）.
7. ↑  Gillespie, Daniel. . Screen Rant. 2020-10-01  [2020-10-19]. （原始内容存档于2020-10-30） （美国英语）.
8. ↑  Joe Otterson. . Variety.   [2021-06-12]. （原始内容存档于2021-01-31）.
9. 1 2 3  Neil Gaiman. . About Netflix.   [2021-06-12]. （原始内容存档于2021-06-12）.
10. ↑  Petski, Denise. . Deadline. 2024-05-20  [2025-07-30]. （原始内容存档于2025-07-30） （美国英语）.
11. ↑  . Netflix Tudum.   [2025-07-30]. （原始内容存档于2025-07-03） （英语）.
12. ↑  Seddon, Dan. . Digital Spy. 2020-09-28  [2020-09-29]. （原始内容存档于2021-02-03） （美国英语）.
13. ↑  Lovett, Jamie. . Comicbook.com. 2020-10-18  [2020-10-19]. （原始内容存档于2020-10-20） （美国英语）.
14. ↑  ROXY SIMONS. . Newsweek. 2022-06-07  [2022-06-07]. （原始内容存档于2022-12-04） （美国英语）.
15. ↑  Kim, Matt. . IGN. 2022-08-19  [2022-08-19]. （原始内容存档于2022-08-19） （英语）.
16. ↑  Maas, Jennifer; Maas, Jennifer. . Variety. 2022-08-19  [2022-08-19]. （原始内容存档于2022-11-09）.

## 外部連結
- 在Netflix上觀看《睡魔》
- 互联网电影数据库（IMDb）上《睡魔》的资料（英文）